# 陳國麟
陳國麟（？—？），中國清朝官員，直隸慶雲縣（今山東省德州市慶雲縣）人。
陳國麟為拔貢出身，嘉慶十一年（1806年）九月接替翟儔任臺灣府彰化縣知縣。